# FK Kolubara Lazarevac
Fudbalski klub Kolubara (FK "Kolubara"; Kolubara Lazarevac; Kolubara, srpski: Фудбалски клуб Колубара Лазаревац) je nogometni klub iz Lazarevca, Grad Beograd, Republika Srbija. 
 
U sezoni 2024./25. natječe se u Srpskoj ligi Beograd, ligi trećeg stupnja nogometnog prvenstva Srbije. 

## O klubu
FK "Kolubara" je osnovana 1919. godine, a službeno registrirana 1920. godine. Klub ne djeluje tijekom Drugog svjetskog rata. Do obnove rada kluba dolazi 1946. godine pod imenom Beša, a od 1949. godine djeluju nanovo kao Kolubara. 
 
Do početka 1970-ih klub se natjecao u ligama kao što su Posavsko-podunavska zona, Beogradska zona, Liga Valjevskog podsaveza i druge. Od sezone 1973./74. su članovi Srpske republičke lige. U sezonama 1983./84. i 1984./85. "Kolubara" je član 2. savezne lige – Istok, te potom su članovi Srpske lige i do raspada SFRJ Međurepubličke lige. 
 
Tijekom 1990-ih godina, u prvenstvu SRJ, Kolubara je pretežno trećeligaš. Od 1998./99. do 2001./02. nastupaju u Drugoj ligi SR Jugoslavije, te potom do raspada SiCG u Srpskoj ligi – Beograd (3. stupanj) i kao četvrtoligaš u Zonskoj ligi Beograd. U sezoni 2005./06. dolaze do poluzavršnice Kupa Srbije i Crne Gore. 
   
Od osamostaljenja Srbije (od sezone 2006./07.), Kolubara se pretežno natječe u Prvoj ligi Srbije te nekoliko sezona u Srpskoj ligi – Beograd. U sezonama 2021./22. i 2022./23. Kolubara je prvi put u povijesti bila nacionalni prvoligaš i nastupila u Superligi Srbije.

## Uspjesi

### nakon 2006. (Srbija)
Prva liga Srbije
- drugoplasirani: 2020./21.

Srpska liga – Beograd
- prvaci: 2007./08., 2013./14.
- drugoplasirani: 2006./07.

### od 1991. do 2006. (SRJ / SCG)
Srpska liga – Beograd
- prvaci: 1997./98.

Beogradska zona
- prvaci: 2003./04.

Kup Srbije i Crne Gore
- poluzavršnica: 2005./06.

### od 1945. do 1991. (FNRJ / SFRJ)
Republička liga Srbije
- prvaci: 1982./83.

## Pregled plasmana po sezonama
| sezona    | rang lige | liga                  | dio             | poz.     | klubova u ligi | ut       | pob      | ner      | por      | gol+     | gol-     | bod      | napomene                | izvori        |
| Kolubara  | Kolubara  | Kolubara              | Kolubara        | Kolubara | Kolubara       | Kolubara | Kolubara | Kolubara | Kolubara | Kolubara | Kolubara | Kolubara | Kolubara                | Kolubara      |
| --------- | --------- | --------------------- | --------------- | -------- | -------------- | -------- | -------- | -------- | -------- | -------- | -------- | -------- | ----------------------- | ------------- |
| 2006./07. | III.      | Srpska liga – Beograd |                 | 2.       | 18             | 34       | 24       | 6        | 4        | 74       | 29       | 78       |                         | [ 2 ]         |
| 2007./08. | III.      | Srpska liga – Beograd |                 | 1.       | 16             | 30       | 18       | 7        | 5        | 40       | 18       | 61       |                         | [ 3 ]         |
| 2008./09. | II.       | Prva liga Srbije      |                 | 12.      | 18             | 34       | 10       | 12       | 12       | 33       | 36       | 42       |                         | [ 4 ] [ 5 ]   |
| 2009./10. | II.       | Prva liga Srbije      |                 | 3.       | 18             | 34       | 14       | 14       | 6        | 37       | 31       | 56       |                         | [ 6 ]         |
| 2010./11. | II.       | Prva liga Srbije      |                 | 15.      | 18             | 34       | 9        | 9        | 16       | 33       | 43       | 33 (-3)  |                         | [ 7 ]         |
| 2011./12. | II.       | Prva liga Srbije      |                 | 11.      | 18             | 34       | 12       | 7        | 15       | 35       | 43       | 43       |                         | [ 8 ]         |
| 2012./13. | II.       | Prva liga Srbije      |                 | 17.      | 18             | 34       | 6        | 9        | 19       | 30       | 48       | 27       |                         | [ 9 ]         |
| 2013./14. | III.      | Srpska liga – Beograd |                 | 1.       | 16             | 30       | 17       | 7        | 6        | 47       | 29       | 58       |                         | [ 10 ]        |
| 2014./15. | II.       | Prva liga Srbije      |                 | 11.      | 16             | 30       | 9        | 11       | 10       | 34       | 43       | 38       |                         | [ 11 ]        |
| 2015./16. | II.       | Prva liga Srbije      |                 | 7.       | 16             | 30       | 11       | 9        | 10       | 29       | 28       | 42       |                         | [ 12 ]        |
| 2016./17. | II.       | Prva liga Srbije      |                 | 13.      | 16             | 30       | 7        | 11       | 12       | 28       | 35       | 32       |                         | [ 13 ]        |
| 2017./18. | III.      | Srpska liga – Beograd |                 | 10.      | 16             | 30       | 10       | 9        | 11       | 38       | 46       | 39       |                         | [ 14 ]        |
| 2018./19. | III.      | Srpska liga – Beograd |                 | 3.       | 16             | 30       | 20       | 5        | 5        | 69       | 33       | 65       |                         | [ 15 ]        |
| 2019./20. | II.       | Prva liga Srbije      |                 | 5.       | 16             | 30       | 13       | 8        | 9        | 35       | 25       | 47       |                         | [ 16 ]        |
| 2020./21. | II.       | Prva liga Srbije      |                 | 2.       | 18             | 34       | 21       | 6        | 7        | 53       | 31       | 69       |                         | [ 17 ]        |
| 2021./22. | I.        | Superliga Srbije      | Liga za ostanak | 10. (2.) | 16 (8)         | 37       | 14       | 4        | 19       | 42       | 65       | 46       | uključeni svi rezultati | [ 18 ] [ 19 ] |
| 2022./23. | I.        | Superliga Srbije      | Liga za ostanak | 13. (5.) | 16 (8)         | 37       | 11       | 8        | 18       | 25       | 57       | 35 (-6)  | uključeni svi rezultati | [ 20 ] [ 21 ] |
| 2023./24. | II.       | Prva liga Srbije      |                 |          | 16             |          |          |          |          |          |          |          |                         |               |
|           |           |                       |                 |          |                |          |          |          |          |          |          |          |                         |               |
|           |           |                       |                 |          |                |          |          |          |          |          |          |          |                         |               |

## Poznati igrači
- Marko Grujić
- Nemanja Matić
- Nikola Žigić
- Ante Vukušić

## Vanjske poveznice
- fkkolubara.rs
- srbijasport.net, Kolubara Lazarevac
- sportdc.net, Kolubara Lazarevac
- (engl.) int.soccerway.com, FK Kolubara Lazarevac
- (engl.) worldfootball.net, FK Kolubara
- (engl.) sofascore.com, FK Kolubara Lazarevac
- (engl.) tipsscore.com, FK Kolubara Lazarevac  Arhivirana inačica izvorne stranice od 3. siječnja 2024. (Wayback Machine)
- rezultati.com, Kolubara
- (engl.) futbol24.com, FK Kolubara Lazarevac
- fudbal91.com, Kolubara
- (engl.) transfermarkt.com, FK Kolubara Lazarevac
- (engl.) footballdatabase.eu, FK Kolubara